# HD 24497
HD 24497，又名BD-18 691，SAO 149229、HR 1206，是一颗恒星，视星等为6.22，位于銀經211.06，銀緯-47.44，其B1900.0坐标为赤經3h 48m 43.5s，赤緯-18° -47.44′ 54″。